# Eleição municipal de Foz do Iguaçu em 2016
A eleição municipal de Foz do Iguaçu em 2016 foi realizada para eleger um prefeito, um vice-prefeito e 15 vereadores no município de Foz do Iguaçu, no estado brasileiro do Paraná. Foram eleitos Chico Brasileiro (PSD) e Nilton Bobato (PCdoB) para os cargos de prefeito e vice-prefeito, respectivamente. Seguindo a Constituição, os candidatos são eleitos para um mandato de quatro anos a se iniciar em 1º de janeiro de 2017. A decisão para os cargos da administração municipal, segundo o Tribunal Superior Eleitoral, contou com 165 730 eleitores aptos e 14 891 abstenções, de forma que 8.99% do eleitorado não compareceu às urnas naquele turno.

## Antecedentes
A eleição de 2016 em Foz do Iguaçu só foi oficializada após as eleições suplementares, pois Paulo Mac Donald (PDT), candidato com maior número de votos na eleição tradicional nem chegou a ser considerado eleito pois teve o mandato indeferido pelo Tribunal Regional Eleitoral do Paraná (TRE-PR), e não pôde assumir o cargo. Assim sendo, Chico Brasileiro (PSD) assumiu a prefeitura Iguaçuense com 67,88%, o que computa 54.448 dos votos válidos. Chico Brasileiro tem uma carreira política contínua que somam 19 anos entre os poderes Executivo e Legislativo, sendo vereador por dois mandatos (2000;2004), vice-prefeito de Foz do Iguaçu (2008) e deputado estadual (2014).

## Campanha
No período pré eleição Chico aparecia como segundo candidato em intenção de votos, atrás apenas de Paulo Mac Donald. Ao longo de sua campanha Chico Brasileiro prometeu aos moradores de Foz do Iguaçu, um governo transparente no que ele chamou de "novo ciclo na administração pública" além de priorizar os investimentos na área da saúde pública.

## Resultados

### Prefeito
A eleição para prefeito contou com 8 candidatos em 2016: Sergio Barros da Silva do Partido Social Cristão, Chico Brasileiro do Partido Social Democrático (2011), Phelipe Abib Mansur do Rede Sustentabilidade, Tulio Marcelo Denig Bandeira do Partido Republicano da Ordem Social, Irineu Rodrigues Ribeiro do Partido Verde (Brasil), Paulo Mac Donald do Partido Democrático Trabalhista, Marcelino Vieira de Freitas do Partido dos Trabalhadores, Osli de Souza Machado do Partido Popular Socialista que obtiveram, respectivamente, 1 492, 54 488, 23 572, 721, 1 105, 0, 2 106, 3 770 votos. O Tribunal Superior Eleitoral também contabilizou 8.99% de abstenções nesse turno. 
| Candidato(a)                        | Vice                      | Coligação                                  | Votos recebidos | Percentual |
| ----------------------------------- | ------------------------- | ------------------------------------------ | --------------- | ---------- |
| Chico Brasileiro (PSD)              | Gessani da Silva          | Mudança Segura                             | 54488           | 67.88%     |
| Phelipe Abib Mansur (REDE)          | Roberto Apelbaum Sielecka | O Novo que a Gente Quer                    | 23572           | 29.36%     |
| Osli de Souza Machado (PPS)         | Eduardo Vitorassi Spada   | Partido Popular Socialista (sem coligação) | 3770            | 4.7%       |
| Marcelino Vieira de Freitas (PT)    | Sandro dos Santos         | Partido dos Trabalhadores (sem coligação)  | 2106            | 2.62%      |
| Sergio Barros da Silva (PSC)        | Carlos Osorio             | Foz para Todos                             | 1492            | 1.86%      |
| Irineu Rodrigues Ribeiro (PV)       | Maria Sirlei Lopez        | Reconstruir Foz                            | 1105            | 1.38%      |
| Tulio Marcelo Denig Bandeira (PROS) | Andreza Dolatto Inacio    | Reage Foz                                  | 721             | 0.9%       |
| Paulo Mac Donald (PDT)              | Camilo Perpetuo Rorato    | Rumo À Recuperação                         | 0               | 0%         |

### Vereador
Na decisão para o cargo de vereador na eleição municipal de 2016, foram eleitos 15 vereadores com um total de 135 994 votos válidos. O Tribunal Superior Eleitoral contabilizou 6 243 votos em branco e 8 602 votos nulos. De um total de 165 730 eleitores aptos, 14 891 (8.99%) não compareceram às urnas .
| Nome                                         | Partido político                      | Coligação                                      | Votos recebidos | Percentual |
| -------------------------------------------- | ------------------------------------- | ---------------------------------------------- | --------------- | ---------- |
| Nanci Mari Rafagnin Andreola                 | Partido Democrático Trabalhista (PDT) | Avante Foz                                     | 5192            | 3.82%      |
| Anice Gazzaoui                               | Podemos (PODE)                        | Trabalho e Ética                               | 4937            | 3.63%      |
| Jorge Soares Ferreira                        | Partido Trabalhista Brasileiro (PTB)  | Partido Trabalhista Brasileiro (sem coligação) | 3181            | 2.34%      |
| Rudinei de Moura                             | Patriota (PATRI)                      | Mais Que uma Boa Ideia                         | 2410            | 1.77%      |
| Edilio João Dall Agnol                       | Partido Social Cristão (PSC)          | Foz Para Todos                                 | 2254            | 1.66%      |
| Beni Rodrigues Pinto                         | Partido Socialista Brasileiro (PSB)   | Foz Para Todos                                 | 2231            | 1.64%      |
| Luiz Augusto Pinho de Queiroga               | Democratas (DEM)                      | Foz no Rumo Certo                              | 2219            | 1.63%      |
| Elizeu Liberato                              | Partido da República (PR)             | Avante Foz                                     | 2015            | 1.48%      |
| Rogerio Jorge dos Santos Ferreira de Quadros | Partido Trabalhista Brasileiro (PTB)  | Partido Trabalhista Brasileiro (sem coligação) | 2010            | 1.48%      |
| Marcio Rosa da Silva                         | Partido Social Democrático (PSD)      | Partido Social Democrático (sem coligação)     | 1932            | 1.42%      |
| Joao Gonçalves de Miranda                    | Partido Social Democrático (PSD)      | Partido Social Democrático (sem coligação)     | 1751            | 1.29%      |
| Darci Siqueira                               | Podemos (PODE)                        | Trabalho e Ética                               | 1512            | 1.11%      |
| Ines Weizemann dos Santos                    | Partido Social Democrático (PSD)      | Partido Social Democrático (sem coligação)     | 1486            | 1.09%      |
| Celino Fertrin                               | Partido Democrático Trabalhista (PDT) | Avante Foz                                     | 1219            | 0.9%       |
| Rolison Jeferson Brayner                     | Partido Republicano Brasileiro (PRB)  | Foz no Rumo Certo                              | 1182            | 0.87%      |

## Análise
O candidato a prefeito Chico Brasileiro e a vice-prefeito Nilton Bobato, assumiram seus respectivos cargos em 01 de maio de 2017. Durante a eleição e a posso do prefeito quem administrou o município foi vice-prefeita Ivone Barofaldi (PSDB) e a presidente da Câmara Municipal, Inês Weizemann (PSD). A eleição suplementar não foi tão acirradas, com mais de 30.000 mil votos de diferença entre o o candidato eleito e o segundo candidato.[carece de fontes?]